# آزادسازی پاریس
آزادسازی پاریس (فرانسوی: Libération de Paris‎)، نبردی نظامی طی جنگ جهانی دوم از ۱۹ اوت ۱۹۴۴ تا تسلیم‌شدن نیروهای آلمانی در پاریس در ۲۵ اوت ۱۹۴۴ بود و طی این نبرد، پاریس بار دیگر به‌دست حکومت موقت جمهوری فرانسه افتاد.
در ۶ ژوئن ۱۹۴۴ (معروف به روز دی)، پس از سه سال فشار مداوم از سوی اتحاد جماهیر شوروی، متفقین غربی به شمال فرانسه حمله کردند. پس از انتصاب چند واحد متفقین از ایتالیا، آن‌ها همچنین به جنوب فرانسه یورش بردند. استقرار نیروها موفقیت‌آمیز بودند و منجر به شکست یگان‌های ارتش آلمان در فرانسه شدند. پاریس در ۲۵ اوت به واسطه مقاومت‌های محلی و همکاری نیروهای آزاد فرانسوی که هردو تحت فرماندهی ژنرال شارل دو گل هدایت می‌شدند، آزاد شد و متفقین نیز در باقی سال به عقب راندن نیروهای آلمانی از اروپای غربی ادامه دادند.